# Weisach (Baunach)
Die Weisach ist ein knapp vierzehn Kilometer langes Fließgewässer auf dem Gebiet des Marktes Maroldsweisach und der Gemeinde Pfarrweisach im unterfränkischen Landkreis Haßberge in Bayern und ein linker Zufluss der Baunach.

## Geographie

### Verlauf
Die Weisach entspringt auf einer Höhe von 354 m ü. NHN nordöstlich des Kernortes Maroldsweisach und wenig westlich der Landesgrenze zu Thüringen.
Von dort fließt die Weisach zunächst in südwestlicher Richtung, unterquert die St 2428 und läuft dann durch Maroldsweisach. Sie unterquert im Ort die B 279 und verläuft dann parallel zu ihr in südöstlicher Richtung. Nördlich von Pfaffendorf unterquert sie die B 303, die B 279 bleibt danach für weitere etwa fünf Kilometer die Talstraße. Unweit östlich erstreckt sich dort das rund 45,5 ha große Naturschutzgebiet Galgenberg-Goßberg.
Nachdem sie den Kernort Pfarrweisach durchquert hat, schlägt sie noch einen etwa einen Kilometer langen Bogen nach rechts und mündet schließlich auf einer Höhe von 272 m ü. NHN von links in die Baunach. Neben der Mündung steht in der Aue ein kleiner Aussichtsturm.
Der 13,86 km lange Lauf der Weisach endet ungefähr 82 Höhenmeter unterhalb ihrer Quelle, sie hat somit ein mittleres Sohlgefälle von etwa 5,9 ‰.

### Einzugsgebiet
Das 39,9 km² große Einzugsgebiet der Weisach liegt im Itz-Baunach-Hügelland und wird durch sie über die Baunach, den Main und den Rhein zur Nordsee entwässert.
Es grenzt
- im Nordosten und Osten an das Einzugsgebiet der Alster, die über die Itz in den Main entwässert;
- im Südosten und Süden an das der Baunach;
- im Südwesten an das des Erlbachs, der in die Baunach mündet;
- im Westen und Nordwesten an das des Baunachzuflusses Ermetzbach und
- im Norden an das der Helling, die über die Kreck und die Rodach in die Itz entwässert.

Das Einzugsgebiet ist in den höheren Lagen bewaldet, ansonsten überwiegen landschaftliche Nutzflächen.
Die höchste Erhebung ist der Zeilberg mit einer Höhe von 481 m ü. NHN.

### Zuflüsse
Zuflüsse von der Quelle zur Mündung. Länge und EZG, wo nicht anders angegeben, nach dem Verzeichnis der Bach- und Flussgebiete in Bayern – Flussgebiet Main, Seite 29 des Bayerischen Landesamtes für Umwelt, Stand 2016 (PDF; 3,3 MB). Auswahl.
- (Bach aus dem Schmidgrund) (links), 1,0 km[5], auf 347 m ü. NHN
- (Bach aus dem Wald Lindach) (rechts), 2,8 km[5], auf 339 m ü. NHN vor Allertshausen
- (Bach aus dem Sülzengrund) (rechts), 1,7 km[5], auf 331 m ü. NHN zwischen Allertshausen und Maroldsweisach
- (Bach aus dem Röhrengrund) (rechts), 1,6 km[5], auf 328 m ü. NHN in Maroldsweisach
- (Bach von der Postleite) (links), 1,4 km[5], auf 318 m ü. NHN in Voccawind
- Zeilbachgraben (links), 0,7 km[5], auf 315 m ü. NHN bei der Voccawindermühle
- Geroldsgrundbach (links), 0,7 km[5], auf 313 m ü. NHN
- Breitewiesengraben (rechts), 0,9 km[5], auf 312 m ü. NHN
- Perlesbachgraben (rechts), 1,0 km[5], auf 309 m ü. NHN westlich von Todtenweisach
- Zieglersgrundbach (links), 2,2 km, 1,71 km², auf 304 m ü. NHN östlich von Todtenweisach
- Froschgrundbach (links), 1,8 km[5], auf 301 m ü. NHN nordwestlich von Pfaffendorf
- (Bach vom Großsaarhof), 0,8 km[5], auf 300 m ü. NHN an der Talquerung der B 303
- Seegraben (rechts), 0,7 km[5], auf 298 m ü. NHN bei Pfaffendorf
- Neumühlbach (links), 2,4 km, 3,45 km², auf 298 m ü. NHN bei Pfaffendorf
- Reichertsbach (links), 1,1 km[5], auf 286 m ü. NHN bei der Hauckenmühle
- Schellenbach (links), 3,3 km, 5,25 km², auf 284 m ü. NHN nördlich von Pfarrweisach
- Saarbach (links), 0,4 km[5] (mit Hinterer Saarbachgraben 2,65 km), 2,41 km², auf 275 m ü. NHN südlich von Pfarrweisach

### Flusssystem Baunach
- Fließgewässer im Flusssystem Baunach

### Ortschaften
Ortschaften am Lauf mit ihren Zugehörigkeiten. Nur die Namen tiefster Schachtelungsstufe bezeichnen Siedlungsanrainer.
Markt Maroldsweisach
- Allertshausen (Dorf)
- Maroldsweisach (Hauptort)
- Gabelsmühle (Einöde, links)
- Voccawind (Dorf, überwiegend links)
- Voccawindermühle (Einöde, links)
- Todtenweisach (Dorf)
- Pfaffendorf (Kirchdorf)

Gemeinde Pfarrweisach
- Junkersdorf an der Weisach (Kirchdorf, überwiegend links)
- Hauckenmühle (Siedlungsplatz, links)
- Pfarrweisach (Pfarrdorf)

## Geologie
Die Weisach verläuft auf ganzer Länge in Schichthöhe des Sandsteinkeupers des Itz-Baunach-Hügellandes. Die nordöstlichen Randhöhen des Tales ragen teilweise bis in den Unterjura. Östlich von Maroldsweisach steht der von der oberen Weisach in einem nach Westen ausholenden Bogen umflossene Zeilberg, ein vulkanischer Härtling aus Nephelinbasanit, der in einem großen Steinbruch abgebaut wird.

## Weitere Baunach-Zuflüsse
- siehe Baunach (Fluss)#Zuflüsse